# Puntarisaari (ö i Södra Karelen)
Puntarisaari är en ö i Finland. Den ligger i sjön Saimen och i kommunen Savitaipale i den ekonomiska regionen  Villmanstrands ekonomiska region  och landskapet Södra Karelen, i den södra delen av landet, 200 km nordost om huvudstaden Helsingfors. Öns area är 1,8 hektar och dess största längd är 240 meter i sydväst-nordöstlig riktning.